# Annulofrondicularia
Annulofrondicularia es un género de foraminífero bentónico de la subfamilia Frondiculariinae, de la familia Nodosariidae, de la superfamilia Nodosarioidea, del suborden Lagenina y del orden Lagenida. Su especie-tipo es Frondicularia annularis. Su rango cronoestratigráfico abarca el Mioceno.

## Clasificación
Annulofrondicularia incluye a las siguientes especies:
- Annulofrondicularia annularis